# Pitoresco
Pitoresco é um conceito da Estética que faz referência às impressões subjetivas desencadeadas pela contemplação de uma cena paisagística em relação à pintura. Surgiu como um intermediário entre as idéias do Sublime e do Belo, durante o desenvolvimento do Romantismo. A palavra deriva do italiano pittoresco, "semelhante ou feito como uma pintura".
A expressão alla pittoresca no Maneirismo tinha uma acepção literal, e significava algo feito à maneira da pintura, como é usada por Vasari. No século seguinte Marco Boschini a usou para descrever o estilo de pincelada da escola veneziana de pintura. Pitoresco só começou a ser usado como uma descrição de uma qualidade estética específica na Inglaterra do início do século XVIII, quando Joseph Addison em Pleasures of the Imagination, 1712, distinguiu três qualidades estéticas principais: beleza, grandeza (sublimidade) e singularidade (pitoresco). Edmund Burke descreveu a pintura de Claude Lorrain e Nicolas Poussin como pitoresca. Pouco mais tarde William Gilpin propôs a observação da paisagem natural através das regras da composição pictórica, e se tornou uma moda grupos de turistas viajarem pelo interior munidos de um aparato visual que enquadrava a paisagem à guisa de uma pintura. Uvedale Price por fim definiu Pitoresco como uma qualidade intermediária entre o conceito de Sublime e o do Belo, e disse que essa qualidade era enfatizada quando na paisagem apareciam elementos como a rusticidade, a irregularidade e a variedade, com velhas casas, ruínas da antiguidade e árvores frondosas com aspecto secular.
Logo o conceito repercutiu de volta sobre a pintura romântica, que buscou retratar paisagens com essas características, e se tornou importante na evolução da arte do paisagismo inglês, dando origem à criação de jardins que combinavam aspectos formais e outros informais e exóticos, com bosques, prados, pagodes, riachos e grutas artificiais ou simulações de ruínas antigas. No século XIX Richard Payne Knight negou a existência do pitoresco, e disse que ele só existia na mente do observador, que via a paisagem através de sua educação cultural e transferia para ela conceitos artísticos.